# Chalcopasta pterochalcea
Chalcopasta pterochalcea là một loài bướm đêm trong họ Noctuidae.